# 棕榈油酸
棕櫚油酸（palmitoleic acid），含十六個碳原子及一個雙鍵（CH=CH，又稱元），分子式為CH3(CH2)5CH=CH(CH2)7COOH。是OMEGA-7族（w-7）的一元順式脂肪酸，碳數為16。它之所以稱為OMEGA-7，是因為第一個元出現於第七個碳原子，可由棕櫚提煉出來。
初步研究顯示，棕櫚油酸可能對身心健康有幫助。